# 石川県産業展示館
石川県産業展示館（いしかわけんさんぎょうてんじかん）は、石川県金沢市の西部緑地公園内にある総合コンベンション施設。一般財団法人石川県県民ふれあい公社が指定管理者として運営している。地元では「産展（さんてん）」と称されている。

## 概要
産業展示館は1号館から4号館までの各棟に分かれており、各棟の1、2階を合計した建物総面積は28,796m2、1階部分の総展示面積は17,718m2。これら屋内展示施設のほかに屋外展示場もあり、国際見本市、物産展示会、新車・中古車の展示販売、コンサート、プロレスやプロボクシングの興行など多岐にわたって利用されている。
さらには、2024年の能登半島地震の際に、支援物資の受け入れ拠点となったこともある。
西部緑地公園内の周囲には石川県西部緑地公園陸上競技場や石川県立野球場、約4,000台収容の駐車場などが併設されている。

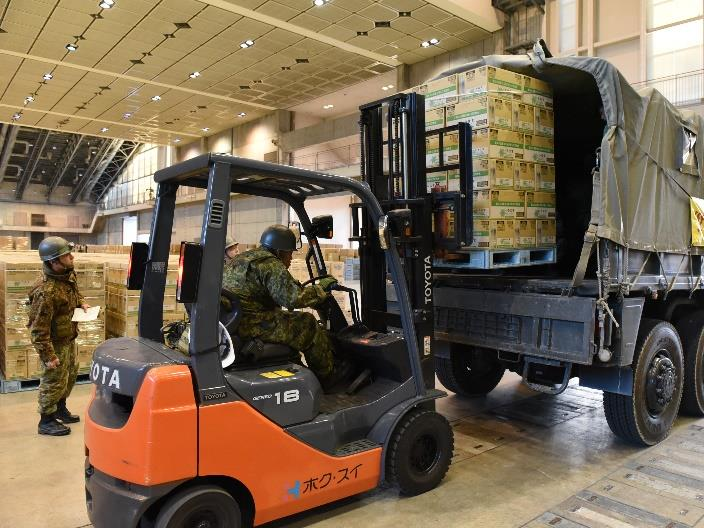
2024年1月5日
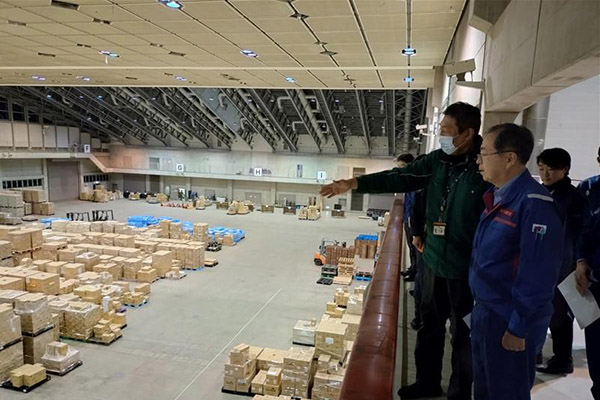
同17日

## 施設
1号館
- 竣工 - 1974年3月
- 延床面積 - 5,134m2
- 建築面積 - （1階）4,029m2（2階）1,105m2
- 展示場面積 - 3,193m2

2号館
- 竣工 - 1972年6月
- 延床面積 - 4,145m2
- 建築面積 - （1階）2,714m2（2階）1,431m2
- 展示場面積 - 1,641m2

3号館
- 竣工 - 1981年8月
- 延床面積 - 8,987m2
- 建築面積 - （1階）7,413m2（2階）1,574m2
- 展示場面積 - 6,209m2

4号館
- 竣工 - 1992年5月
- 延床面積 - 10,530m2
- 建築面積 - （1階）8,450m2（2階）2,080m2
- 展示場面積 - 6,675m2

屋外展示場
- 敷地面積 - 4,262m2

## 主なイベント
ここでは、石川県産業展示館を会場とした主なイベントについて記載する（過去に開催されたものも含む）。
百万石音楽祭〜ミリオンロックフェスティバル〜
POP HILL（ポップヒル）
2017年から4号館で開催されている音楽フェスティバル。2002年に石川県森林公園（石川県河北郡津幡町）で開催したのを最後に15年ぶりに復活した。
OTONOKO（オトノコ）
金沢市出身の音楽プロデューサー中田ヤスタカがプロデュースし、2016年から4号館を会場として開催されている音楽フェスティバル。テレビ金沢とアソビシステムが共催し、アソビシステム所属のアーティストであるCAPSULE、きゃりーぱみゅぱみゅなどが出演する。詳細は公式サイトを参照。
その他
2013年1月19日に、女性アイドルグループももいろクローバーZが3号館でライブイベント「独占!ももクノ60分」を開催。北陸地方では初開催となった。

## 交通アクセス
自動車
- 北陸自動車道金沢西ICより約5分。

路線バス
- 金沢駅（金沢駅バスターミナル）から北鉄バスで「松島北」「二塚」「西部緑地公園」「袋畠西部緑地公園」下車。イベント開催時には臨時バスが運行されることがある。

## 周辺
- 石川県立野球場
- 石川県西部緑地公園陸上競技場
- いしかわ総合スポーツセンター
- 山崎労務会計事務所